# 古邦
古邦為印尼東努沙登加拉省的首府，位於帝汶島的西部。
在葡萄牙和荷兰殖民者统治时期，古邦是一个重要的商业港口，20世纪初，这里是从欧洲到澳大利亚航班的中转加油地点，在东帝汶因为争取独立和印尼发生纠纷时期，这里也是印尼军队的主要驻扎地。
古邦还是一年一度的印尼國際帆船賽第一段的终点站，2006年有来自世界各地的100余艘帆船参加，参赛帆船从澳大利亚的达尔文港出发，到达古邦后在前往印尼各指定岛屿，最终到达新加坡。

## 友誼城市
- 達爾文
- 中华人民共和国珠海
- 印度尼西亞安汶

## 註腳
1. ↑  http://ntt.bps.go.id/index.php?option=com_content&view=article&id=46&Itemid=8